# Atentado de Estrasburgo de 2018
| País de origen  | Muertos | Heridos  |
| --------------- | ------- | -------- |
| Francia         | 1       | 4        |
| Tailandia       | 1       | 1        |
| Afganistán      | 1       | 0        |
| Italia          | 1       | 0        |
| Polonia         | 1       | 0        |
| Sin identificar | 0       | 6        |
| Total           | 5       | 11 aprox |

El atentado de Estrasburgo de 2018 fue un ataque yihadista ocurrido en la ciudad francesa de Estrasburgo en la tarde-noche del martes 11 de diciembre de 2018. El perpetrador, identificado como Chérif Chekatt, de 29 años y nacido en la ciudad de una familia argelina, abrió fuego en el tradicional mercado navideño de la ciudad (en francés: Marché de Noël; localmente, en alsaciano, Christkindelsmärik) mientras gritaba «Allahu akbar» cerca de la Plaza Kléber, matando a cinco personas y dejando heridas a once, cinco de ellas de gravedad. Después de abrir fuego huyó en un taxi y abandonó el lugar del atentado, siendo el 13 de diciembre acorralado.
El presunto autor de los atentados contaba con 27 antecedentes por delitos menores (especialmente robo y robo con violencia) en Francia, además de otros en Alemania y Suiza y se encontraba en el «fichero S», como un sujeto con potencial riesgo para la seguridad del Estado.
Según la cadena BFM TV, ese mismo día por la mañana se había registrado su domicilio, en el barrio de Neudorf, en el curso de una investigación por un atraco. La policía halló varias granadas de mano.
En la tarde del 13 de diciembre, como consecuencia de una operación policial que duró dos días desde el atentado, Chekatt fue abatido por la policía francesa tras un tiroteo en el barrio estrasburgués de Neudorf.